# حسين شعباني
حسين شعباني هو لاعب كرة قدم بوروندي في مركز الوسط، ولد في 26 سبتمبر 1990. شارك مع منتخب بوروندي لكرة القدم. أما مع النوادي، فقد لعب مع فلامبو دو ليست.

## وصلات خارجية
- حسين شعباني على موقع قاعدة بيانات كرة القدم.إي يو (الإنجليزية)
- حسين شعباني على موقع ناشيونال فوتبول تيمز (الإنجليزية)
- حسين شعباني على موقع Soccerway.com (الإنجليزية)